# Na Hye-sok

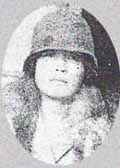
Na Hye-sok

Na Hye-sok (kor. 나혜석; hanja: 羅蕙錫, ur. 18 kwietnia 1896, zm. 10 grudnia 1948) – koreańska malarka, rzeźbiarka, pisarka, poetka oraz działaczka niepodległościowa i feministka.